# Palus de Saint-Loubes et d'Izon
Palus de Saint-Loubes et d'Izon este o arie protejată (sit de importanță comunitară — SCI) din Franța întinsă pe o suprafață de 1.237 ha, integral pe uscat.

## Localizare
Centrul sitului Palus de Saint-Loubes et d'Izon este situat la coordonatele 44°55′43″N 0°24′03″W / 44.92872°N 0.40082°V.

## Înființare
Situl Palus de Saint-Loubes et d'Izon a fost declarat arie specială de conservare în baza directivei 92/43 din 1992 referitoare la conservarea habitatelor naturale și a faunei și florei sălbatice pentru a proteja 1 specie de plante și 8 specii de animale.

## Biodiversitate
Situată în ecoregiunea atlantică, aria protejată conține 5 habitate naturale: Liziere de ierburi înalte hidrofile de câmpie și de nivel montan până la alpin, Păduri aluvionare cu Alnus glutinosa și Fraxinus excelsior (Alno-Padion, Alnion incanae, Salicion albae), Păduri mixte riverane de Quercus robur, Ulmus laevis și Ulmus minor, Fraxinus excelsior sau Fraxinus angustifolia, de-a lungul marilor râuri (Ulmenion minoris), Fânețe de joasă altitudine (Alopecurus pratensis, Sanguisorba officinalis), Lacuri eutrofice naturale cu vegetație de tip Magnopotamion sau Hydrocharition.
La baza desemnării sitului se află mai multe specii protejate:
- plante (1): Angelica heterocarpa
- mamifere (2): vidră de râu (Lutra lutra), nurcă (Mustela lutreola)
- nevertebrate (5): croitorul mare al stejarului (Cerambyx cerdo), rădașcă (Lucanus cervus), fluturele purpuriu (Lycaena dispar), Oxygastra curtisii, Vertigo moulinsiana
- reptile (1): țestoasa de baltă (Emys orbicularis)

Pe lângă speciile protejate, pe teritoriul sitului au mai fost identificate 1 specie de păsări.